# Guerra de Jaume IV de Mallorca
A principis del 1374, després del fracàs de Carles V de França en assegurar la pau a la península Ibèrica després de la guerra dels dos Peres, Eduard III d'Anglaterra, va pressionar Pere el Cerimoniós a canvi de suport a Sardenya, que tornava a estar agitada. Per evitar el suport anglès, i aprofitant que l'infant Jaume estava decidit a recuperar el Regne de Mallorca, que el seu pare va perdre el 1349 a la batalla de Llucmajor, els primers mesos de 1374, va aconseguir reclutar, ajudat per Lluís I de Provença un important contingent de mercenaris bretons, normands i gascons que estaven al Llenguadoc per lluitar en la Guerra dels Cent Anys, que s'acabava de reprendre, entre els quals es trobaven Garison du Castel, Jean de Malestroit, Silvestre Bude i Jacques de Bray. Entre el març i abril de 1374 van córrer els primers rumors sobre la imminent entrada de l'infant, que havia abandonat Tolosa i es disposava a penetrar a Catalunya pel Rosselló, mentre castellans i francesos atacaven Baiona.

## La guerra
Jaume IV de Mallorca és ben rebut en les terres que havien estat del Regne de Mallorca, sent aclamat a Prada, i es va plantar a poca distància de Perpinyà, on Pere el Cerimoniós va enviar la cavalleria de Girona, i l'infant va intentar travessar els Pirineus pel coll de Panissars l'agost de 1374, però es va trobar una forta resistència organitzada per Pere II Galceran de Pinós, que hi envià al seu germà Berenguer Galceran de Pinós, al que es van unir Andreu I d'Illa i Canet i Felip Dalmau I de Rocabertí, mentre Dalmau I de Queralt i Guerau de Queralt prenien posicions a la rereguarda dels invasors per impedir el seu reabastiment, de manera que 
Jaume IV de Mallorca es va dirigir al Conflent, rebent alguns reforços castellans.
El mes d'agost es va ordenar traslladar els queviures als llocs fortificats per evitar que les companyies es poguessin proveir i tot i l'escassetat, comissaris reials van confiscar importants partides de cereals per a ser portades a Barcelona, on Pere el Cerimoniós preparava la defensa del principat.
Al començament de la tardor i a finals d'octubre Pere el Cerimoniós va invocar l'usatge Princeps namque per preparar les defenses. Cap a la primera desena de novembre, i després de rebre la notícia que l'infant de Mallorca havia aixecat el setge de Vilafranca del Conflent i es dirigia a la Cerdanya amb intenció d'entrar a Catalunya per l'Urgell, Pere el Cerimoniós va ordenar que les hosts mobilitzades acudissin a Cervera per organitzar des d'allà la resistència, sota el comandament de l'infant Joan, Lloctinent de Catalunya.
L'exèrcit invasor es va dividir: mentre una fracció descendir per la vall del Segre i cap al 20 de novembre estava a Torà i en Els Prats de Rei, un altre grup va arribar la vall de Ribes i, travessant la plana de Vic de nord a sud sembrant destrucció, els primers dies de desembre es van trobar a Sant Cugat del Vallès, Sarrià i Sant Boi de Llobregat, abans de sortir el 8 de desembre en direcció a Vilafranca del Penedès i Montblanc, vist que les forces de Barcelona no els feien front.
Les mesures de protecció dels queviures empreses pel rei dificultaven l'aprovisionament dels invasors, i amb l'arribada de l'hivern, les companyies de mercenaris van començar a mostrar senyals de cansament i després de recórrer el regne d'Aragó, on tampoc van trobar provisions per les seves grans fortaleses, van passar a Castella, Almazán i Sòria, on va morir l'infant Jaume i les companyies van emprendre la retirada cap a Gascunya encapçalats per Elisabet de Mallorca.